# Болотник Кристенсена
Боло́тник Кри́стенсена (лат. Callitriche christensenii) — вид цветковых растений рода Болотник (лат. Callitriche) семейства Подорожниковые (лат. Plantaginaceae). Эндемик островов Тристан-да-Кунья. Обитает в реках, пресноводых болотах и родниках. В настоящий момент угроз для численности вида не установлено.